# 京都の女の子
「京都の女の子」（きょうとのおんなのこ）は、1972年7月1日に発売された研ナオコの4枚目のシングル。東宝レコードより発売。規格品番：AS-1149。

## 解説
- A・B面共に作詞は阿久悠、作曲・編曲は森田公一による。
  - 出版者もA・B面共に、日音[1]。
- 前年の国鉄のキャンペーン「ディスカバー・ジャパン」の流れを引き継いだかのようなご当地ソングであり、歌詞の中に京都の有名な観光スポットが数々登場する。（歌詞登場順：清水、河原町、嵐山、比叡、苔寺、京極、五条大橋、三条、鴨川、高瀬川、四条、木屋町、烏丸）
- ヘ短調である。オーソドックスな8ビートで構成され、懐かしの「一人GS」風の編曲・演奏である。
- 研ナオコにとってデビュー以来初のオリコンシングルチャートにランクインした楽曲であり、登場週数12週、最高52位で4.2万枚の売り上げを記録するヒット曲となった。
- 東宝レコード消滅以来、他の東宝レコード音源同様多くのファンにとって聴くことが困難となっていたが、1997年5月21日発売のCD14枚組BOX-SET『移りゆく時代 唇に詩〜阿久悠 大全集〜』（発売：ビクターエンタテインメント / 規格品番：VICG-58271〜84）にて初CD化された。その後2008年7月23日に前回同様作詞家・阿久悠作品集である『人間万葉歌 阿久 悠 作詞集』（CD5枚組BOX-SET / 発売：ビクターエンタテインメント / 規格品番：VICL-61631〜5）にも収録されたが、いずれも安価では無かったため研ナオコ単独での東宝レコード時代音源のCD化が待望されていた。2010年代に入り、遂に2013年9月18日、『研ナオコ シングルA面コンプリート』（発売：ポニーキャニオン / 規格品番：PCCA-3911）が発売され、本作も収録された。
- オリジナルアルバム『女ごころ』にも収録されているが、アルバム版はシングル版と異なりイントロがフェード・インで始まるアルバム・ミックス。イントロの印象的な「キュッキュッキュッキュッ…」とエレキギターの弦をピックで擦って出している音が、無音状態から徐々に大きく聴こえてくる音源が本作のアルバム・ミックス・ヴァージョンである。
- B面曲「ボーイフレンド」は嬰ヘ短調で始まり、サビで変ト長調（もしくは嬰ヘ長調）へと転調する。
  - 歌詞は題名の通り、主人公が自分のボーイフレンドに対して時折拗ねたりしつつも、やはり彼の長所に改めて惹かれ好きと感じる…と云う内容である。
  - こちらの作品はオリジナル7インチシングル盤で発売されて以来B面曲扱いされ、またＡ面曲「京都の女の子」が売れたとは云えども少ヒットであったため、長らく忘れられたような存在となっていた。
  - 2014年5月21日、『研ナオコ シングルB面コンプリート』（発売：ポニーキャニオン / 規格品番：PCCA-4030）に収録・初CD化され、39年振りに世に出る事となった[2]。
- 本作はオリジナル7インチシングル盤のジャケットが2種類存在する。いずれも京都駅前と推定される場所で撮影したショットを用いているが、中央の写真で研ナオコがほぼ無表情で写っているもの、もう1種類はニンマリ笑みを浮かべて写っているものである。
- 愛知県豊田市下山地区（旧下山村）では、盆踊りの定番曲として定着している[3]。

## 備考
- 「京都の女の子」のJASRAC作品データは、内国作品／出典：PO(出版者作品届)[1]、

作品コードは024-4420-8。ISRCはJPVI00520170、もしくは、JPPC07250228。
- 「ボーイフレンド」のJASRAC作品データは、内国作品／出典：PO(出版者作品届)[1]、「ボーイ・フレンド」が正題として登録。

作品コードは077-2997-9。ISRCはJPPC07250231。
- CDが登場する前にレコード会社が事実上消滅してマスター音源のみが残り、その音源が後年（移籍先など）別の会社からCD化された場合にはCD化を行った会社のコードが与えられるケースであるが、上述の「京都の女の子」は同一音源でありながら別々のコードが付与されている特異な例である[5]。

## 収録曲
- 両楽曲共に、作詞：阿久悠／作曲・編曲：森田公一

1. 京都の女の子（2分53秒）
2. ボーイフレンド（3分17秒）

## 収録アルバム
- 「京都の女の子」
  - 『女ごころ』（オリジナルLP盤規格品番：AX-4008／1973年11月25日発売／東宝レコード）
  - 『その道・オリジナル14』（オリジナルLP盤規格品番：AX-6035／1975年発売（ベストアルバム）／東宝レコード）
  - 『研ナオコ シングルA面コンプリート』（CD規格品番：PCCA-3911／2013年9月18日発売／ポニーキャニオン）
- 「ボーイフレンド」
  - 『その道・オリジナル14』（オリジナルLP盤規格品番：AX-6035／1975年発売（ベストアルバム）／東宝レコード）
  - 『研ナオコ シングルB面コンプリート』（CD規格品番：PCCA-4030／2014年5月21日発売／ポニーキャニオン）